# Паровий млин

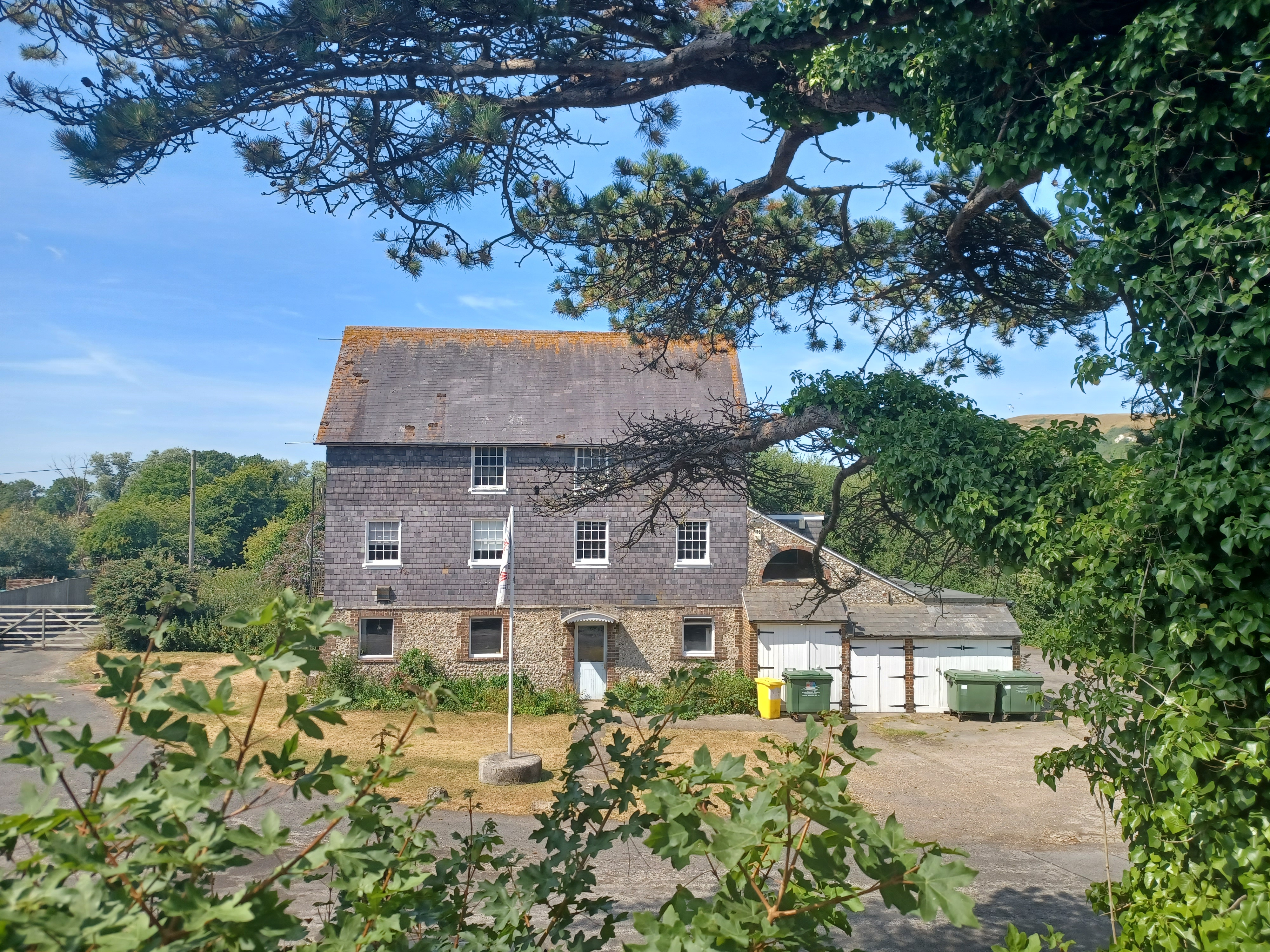
Паровий млин Glynde Mill початку XIX ст., Східний Сассекс, Англія, музей

Паровий млин — млин, що приводиться в рух паровим двигуном.
Перший млин, що використовував парову машину, був збудований у 1760 році в Англії. Він використовував парову машину Ньюкомена для подачі води на висоту, з якої, вона падаючи вниз, крутила колеса водяного млина. Вперше млин, у якому рух елементів млина здійснювався безпосередньо за допомогою парового двигуна, був побудований у 1785 році в Лондоні і отримав назву Albion Mills. Але через декілька років він був знищений пожежею, підозрювалося, що противниками технічного прогресу.

## Принцип роботи
Весь технічний процес переробки зерна на парових млинах був централізованим. Всі операції здійснювалися всередині млина, який мав значні розміри. Основним елементом млина є рама з жорнами. Складові млина приводилися в рух за допомогою стаціонарного парового двигуна або за допомогою локомобіля. Стаціонарні двигуни використовували для великих млинів, що споруджувалися переважно у містах. Млини з локомобілем використовували у невеликих млинах у селах, оскільки локомобілі могли використовувати для інших потреб. Паровий двигун дозволив механізувати всі процеси у млині.
При перемелюванні зерна відбувалися наступні процеси. Зерно в мішках за допомогою лебідок подавалося на верхній поверх млина(другий або третій) і висипалося в ківш, з якого через воронку потрапляло на жорнах. Перед цим воно очищалося і провіювалося. Після перемолу борошно подавалося на другий поверх млина на петлювальні бурати, де просіювалося.  Крупні частки знову перемелювалися. Із бурата просіяне борошно надходить у спеціальну камеру для охолодження. Звідки воно через труби насипається в мішки.

## Поширення
Парові млини почали активно споруджуватися у першій третині XIX ст.. Цьому сприяло те, що в порівняні з вітряними та водяними млинами могли працювати цілий рік, бо не залежали від наявності вітру та рівня води. Могли будуватися у будь-якому місці, їх потужність визначалася паровою машиною, а не наявність природної енергії.
На кінець XIX ст. парові млини виробляли значну кількість борошна, хоча їх часка серед усіх млинів була незначна. Коли почали впроваджуватися електричні млини, то на парових млина замінювався тільки двигун, а сам млин залишався.